# Torre di San Pancrazio (Ansedonia)
La Torre di San Pancrazio si trova sul promontorio di Ansedonia, nel comune di Orbetello, in una posizione a picco sul mare all'interno di un complesso privato.

## Storia
La torre venne costruita nel Cinquecento dai Senesi e poi potenziata Spagnoli per rafforzare il sistema difensivo costiero dello Stato dei Presidi.
La fortificazione ha svolto funzioni di avvistamento, di difesa ed offesa fino agli inizi dell'Ottocento, epoca in cui iniziò la graduale dismissione a seguito dell'annessione dell'intero territorio al Granducato di Toscana.
Nel corso del secolo scorso, la torre è rimasta inglobata all'interno di un complesso privato, trovandosi adesso quasi addossata a edifici di epoca più recente.

## Descrizione
La Torre di San Pancrazio si presenta a sezione circolare, con possente basamento a scarpa cordonato. La porta di accesso si trova al piano rialzato, sopra il cordone del basamento, ed è raggiungibile attraverso una rampa di scale esterna munita di ponte levatoio finale.
Le pareti scialbate presentano alcune finestrelle che si aprono ad altezze diverse, mentre la parte alta risulta priva di coronamenti sommitali.